# Obsjtina Rila
Obsjtina Rila (bulgariska: Община Рила) är en kommun i Bulgarien.   Den ligger i regionen Kjustendil, i den västra delen av landet, 60 km söder om huvudstaden Sofia.
Obsjtina Rila delas in i:
- Pastra
- Smotjevo

Följande samhällen finns i Obsjtina Rila:
- Rila

Trakten runt Obsjtina Rila består i huvudsak av gräsmarker. Runt Obsjtina Rila är det glesbefolkat, med 10 invånare per kvadratkilometer.